# Водонапорная башня железнодорожной станции Владивосток
Водонапорная башня железнодорожной станции Владивосток — промышленное железнодорожное здание во Владивостоке. Построено в 1893 году (по другим данным — в 1901—1902 годах). Автор проекта — инженер Михаил Вяземский. Историческое здание по адресу Ленинский переулок, 3 сегодня является объектом культурного наследия Российской Федерации.

## История
В конце XIX века железнодорожное строительство на Дальнем Востоке только начало развиваться. Для нормальной работы станций требовалось минимум 40 кубических саженей (384 куб. метра) воды на заправку паровозов 24 поездов, а также маневровых локомотивов, на обслуживание электростанций, вокзала, управления дороги, жилых домов железнодорожных служащих. Для расширения станции «Владивосток» было необходимо построить водонапорную башню. Башня была сооружена в 1893 году по проекту инженера М.М. Вяземского и служила для размещения металлических ёмкостей с водой для заправки паровозов.  
В 1960-е годы, после замены паровозов на современные тепловозы и электровозы, водонапорная башня потеряла своё назначение и была законсервирована, а служебное здание было передано отделу внутренних дел на железнодорожном транспорте, который располагался в нём до 1990-х годов. В конце 90-х годов здание было приватизировано и у него сменилось несколько собственников. В 2000-е, расположенная в потаенном уголке старого города и окружённая высотками и свалками, башня постепенно разрушалась. В 2014 году была реконструирована, к ней пристроили новые здания, в которых разместились ресторан и выставочные пространства.

## Архитектура
Башня состоит из двух объёмов, имеющих форму шестигранных призм и состыкованных плоскими гранями. Стены — из красного кирпича. По высоте разделены на три яруса. В нижнем размещались насосы для закачивания воды из артезианского источника, в среднем находились приборы регулировки, в верхнем ярусе — ёмкости для воды, из которых вода самотёком через рукав и сопло подавалась в котлы паровозов. Архитектурное решение башни типично для промышленной архитектуры конца XIX века: плоскости стен расчленены лопатками, поясками и декорированы орнаментом из напуска кирпича, углы раскрепованы, венчающая часть стен оформлена в виде полуфронтонов треугольной формы, обрамлённых карнизом.            